# Libythea collenettei
Libythea collenettei är en fjärilsart som beskrevs av Riley 1929. Libythea collenettei ingår i släktet Libythea och familjen praktfjärilar. Inga underarter finns listade i Catalogue of Life.